# Charles Dolan
Charles Dolan (ur. 16 października 1926 r. w Cleveland, zm. 28 grudnia 2024 r.) – amerykański przedsiębiorca, założyciel m.in. firm medialnych HBO i CBS.

## Życiorys
Urodził się 16 października 1926 r. w Cleveland w rodzinie pochodzenia irlandzkiego. Podjął, a następnie porzucił, studia na John Carroll University. Po II wojnie światowej zaczął wraz z żoną produkować filmy sportowe i przemysłowe, a w 1952 r. przeniósł się wraz z nią do Nowego Jorku. Jego kariera przyśpieszyła po założeniu firmy Sterling Manhattan Cable, która jako pierwsza zajmowała się okablowaniem budynków, w celu zapewnienia dostępu do telewizji kablowej. W 1964 r. zawarł umowę z miastem Nowy Jork na okablowanie niektórych budynków na Manhattanie. Dolan jako pierwszy podpisywał wówczas umowy, które zapewniały abonentom dostęp m.in. do transmisji meczów ligi NBA. Poprzez spółkę Madison Square Garden, do której należy m.in. hala widowiskowa o tej samej nazwie, miał większościowe udziały w nowojorskich klubach NBA Knicks i Rangers. W 1972 r. założył Home Box Office, która była pierwszą usługą programów premium w ramach telewizji kablowej, a w 1973 r. firmę Cablevision, która dostarczała telewizję oraz internet na północnym wschodzie USA. W 1984 r. utworzył stację American Movie Classics. 
Dolan był też twórcą News 12, czyli pierwszego 24-godzinnego serwisu telewizji kablowej z lokalnymi wiadomościami z USA. Był także założycielem stacji Voom H
D Networks, nadającej w technologii wysokiej rozdzielczości (HD). W 2016 r. sprzedał Cablevision Altice'owi za 17,7 mld dolarów. W ostatnich latach życia przekazał prowadzenie działalności biznesowej najstarszemu synowi Jamesowi. Jego majątek był wart 5,4 mld dolarów. Zmarł 28 grudnia 2024 r.
Był także założycielem i prezesem Lustgarten Foundation, zajmującą się badaniami nad rakiem trzustki.
Od 1951 r. żonaty z Helen Ann (zm. 2023 r.), miał sześcioro dzieci, 19 wnuków i 5 prawnuków.